# Bradley Tutschek
Bradley Tutschek (* 23. September 1980 in Edmonton, Alberta) ist ein deutsch-kanadischer Eishockeyspieler, der zuletzt für die DEG Metro Stars aus der Deutschen Eishockey Liga spielte.

## Karriere
Tutschek begann seine Eishockeykarriere 1996 in der kanadischen Juniorenliga Western Hockey League bei den Medicine Hat Tigers. Dort absolvierte er zunächst nur eine Partie und wechselte noch während der Spielzeit innerhalb der Liga zu den Edmonton Ice. Nach einem weiteren Jahr in seiner Heimatstadt Edmonton, schloss er sich zur Saison 1998/99 den Kootenay Ice an, bei denen er einen Zweijahresvertrag unterschrieb. Im Jahre 2000 wechselte der damals 20-jährige noch einmal zu den Seattle Thunderbirds, bevor er im Sommer 2001 ein Stipendium an der University of Alberta bekam, für die er fortan in der Canadian Interuniversity Sport, der kanadischen Universitätssportorganisation, spielte.
Nachdem er die Maximalzeit von fünf Jahren, die man an einer Universität spielen darf, ausgeschöpft und seinen Abschluss in Buchführung erreicht hatte, zog es den 1,82 m großen Center in die Deutsche Eishockey Liga zum ERC Ingolstadt. Dort traf Tutschek auf einen alten Bekannten, nämlich dem damaligen Trainer der Panther, Mike Krushelnyski, dem er nach eigenen Angaben als Siebenjähriger im Stadion der Edmonton Oilers zugejubelt hatte. In Ingolstadt wurde Tutschek mit einem Zweijahresvertrag ausgestattet, der nach Ablauf nicht verlängert wurde.
In der Sommerpause 2008 wurde Bradley Tutschek zu den DEG Metro Stars transferiert, für die er in der Spielzeit 2008/09 und 2009/10  aufs Eis ging.
Nach der Saison wurde bekannt, dass Tutschek seine Karriere auf Grund anhaltender Probleme mit seiner linken Schulter beendet.

## Karrierestatistik
(Legende zur Spielerstatistik: Sp oder GP = absolvierte Spiele; T oder G = erzielte Tore; V oder A = erzielte Assists; Pkt oder Pts = erzielte Scorerpunkte; SM oder PIM = erhaltene Strafminuten; +/− = Plus/Minus-Bilanz; PP = erzielte Überzahltore; SH = erzielte Unterzahltore; GW = erzielte Siegtore; 1 Play-downs/Relegation; Kursiv: Statistik nicht vollständig)